# First Division 2001-2002 (Irlanda)
Fu la diciassettesima stagione della League of Ireland First Division e venne promossa la prima squadra qualificate ovvero: il Drogheda United F.C..

## First Division
| Pos. | Squadra                | Pt | G  | V  | N  | P  | GF | GS | DR  |
| ---- | ---------------------- | -- | -- | -- | -- | -- | -- | -- | --- |
| 1    | Drogheda United F.C.   | 58 | 32 | 14 | 16 | 2  | 53 | 28 | +25 |
| 2    | Finn Harps F.C.        | 54 | 32 | 15 | 19 | 8  | 51 | 47 | +4  |
| 3    | Dublin City F.C.       | 53 | 32 | 15 | 8  | 9  | 55 | 46 | +9  |
| 4    | Waterford United F.C.* | 48 | 32 | 13 | 12 | 7  | 47 | 35 | +12 |
| 5    | Kilkenny City A.F.C.   | 45 | 32 | 16 | 13 | 7  | 56 | 30 | +26 |
| 6    | Sligo Rovers F.C.      | 33 | 32 | 8  | 9  | 15 | 35 | 48 | -13 |
| 7    | Athlone Town A.F.C.    | 32 | 32 | 7  | 11 | 14 | 40 | 53 | -13 |
| 8    | Cobh Ramblers F.C.     | 31 | 32 | 8  | 7  | 17 | 32 | 42 | -10 |
| 9    | Limerick F.C.          | 31 | 32 | 8  | 7  | 17 | 32 | 54 | -22 |

G = Partite giocate; V = Vittorie; N = Nulle/Pareggi; P = Perse; GF = Goal fatti; GS = Goal subiti; DR = Differenza reti;
- Waterford United F.C. fu penalizzata di tre punti a causa dell'uso di un giocatore non eleggibile.
- Fingal-St. Francis F.C. fu sostituita dal St Patrick's Athletic F.C. prima dell'inizio della stagione.
- Kildare County F.C. partecipò al torneo dalla stagione successiva.